# Scamilli inpares
Scamilli inpares è un termine impiegato da Vitruvio nel suo De architectura che si riferisce a un dispositivo di correzione ottica della linea orizzontale offerta dallo stilobate, concettualmente analogo all’entasis applicata alle colonne. Il significato del termine, impiegato esplicitamente in due passi (iii, 4.5; v, 9.4) e indirettamente in un altro (iii, 5.8) del trattato vitruviano, rimase a lungo incerto, essendo andate perdute già nel Medioevo le tavole illustrative annesse al testo originale.
L’interpretazione ha generato fra gli eruditi un dibattito che dal Cinquecento si è protratto fino a metà Ottocento soprattutto a causa dell’errata interpretazione del termine stilobate (che indica il piano di imposta delle colonne e non il loro basamento) e che si è risolto solo parzialmente con l’indagine archeologica. Ad oggi non esiste un'interpretazione definitiva.
Le prime letture cinquecentesche di Vitruvio hanno inteso gli scamilli come delle balaustre arretrate interposte fra le colonne (Cesare Cesariano, Guillaume Philandrier, Gregorio Cortese, Daniele Barbaro) o come elementi in rilievo da applicarsi al dado delle colonne (Giovan Battista Bertani); queste definizioni, se pur coglievano che gli scamilli avevano una funzione ottica, attribuivano ad essi lo scopo di equilibrare la percezione della composizione architettonica nel piano orizzontale (quindi agendo sulla profondità). L'ipotesi delle balaustre, di volta in volta piene o traforate, non aveva però riscontri in esempi concreti, essendo finora l'analisi basata sulla sola lettura filologica del testo vitruviano.
Il trattatello di Bernardino Baldi Scamilli inpares Vitruviani, A Bernardino Baldo Urbinate Nova ratione explicati (1612), oltre a riassumere le precedenti interpretazioni e a rigettarle, individua l’etimologia del termine e considera gli scamilli come piccoli scamni (sgabelli, rialzi), ovvero degli zoccoli a guscia interposti fra basi e piedistalli delle colonne, aventi lo scopo di rendere evidente la colonna nella sua interezza a un osservatore posto al di sotto. Baldi si spinge a definire scamilli anche gli spessori all’estremità superiore delle colonne, cioè posti sotto l’architrave.
È solo con l’architetto inglese William Wilkins (1812) che si congettura che la modifica ottica dovuta agli scamilli sia quella del piano di imposta delle colonne, ipotesi che viene confermata dalla scoperta della curvatura dello stilobate del Partenone negli anni trenta dell’Ottocento. Wilkins teorizza che allo stilobate digradante dal centro verso le estremità debba corrispondere un raddrizzamento offerto da alcuni spessori collocati sotto i plinti delle colonne, aventi altezza calante andando verso il centro, per attuare una correzione che annulli l’effetto di convessità del piano di calpestio del podio. 
Francis Cranmer Penrose (1851) diede una spiegazione che fu accettata come definitiva per quasi un secolo, ovvero che gli scamilli fossero gli elementi terminali dei fusti delle colonne, aventi altezza variabile fra le varie colonne allo scopo di riportare in parallelo la curvatura dello stilobate ai livelli superiori.
Due accademici francesi, Émile Burnouf (1875) e Gaspard George (1877), giunsero indipendentemente ad attribuire agli scamilli una funzione puramente tecnica, ovvero di spessori di altezza variabile e decrescente verso il centro dello stilobate aventi il puro scopo operativa di supportare la realizzazione materiale della curvatura del piano.
Un’altra linea interpretativa, originata da Auguste Choisy (1909) e sostanziata da indagini recenti (1974) ad opera di Dieter Mertens, vuole che gli scamilli inpares non siano elementi architettonici materiali, ma solo un artificio operativo atto a realizzare materialmente la curvatura dello stilobate: si tratterebbe di una serie di tacche ad altezza variabile rispetto all’orizzontale, delle quali è stato rinvenuto un esempio alla base delle colonne del tempio di Segesta. Le linee si ottengono riportando simmetricamente all’orizzontale le ordinate di una catenaria, curva geometrica facilmente risultante dall’impiego di una fune.
Hansgeorg Bankel, a seguito delle indagini svolte a Knidos (1970), postula infine che la curvatura dello stilobate venisse ottenuta collocando dei tondi lignei di spessore variabile all'interno di appositi fori nelle lastre basamentali, lavorando poi lo zoccolo fino alla quota individuata dallo spessore.